# شيما هلالي 2016 (ألبوم)
شيما هلالي 2016 هو ألبوم غنائي من إنتاج وتوزيع شركة روتانا للمطربة التونسية شيماء هلالي، الألبوم مكون من 6 أغاني.

## الأغاني
- عقلته
- طلبيني
- سلمولي
- أحب عنادي
- سفير الغرام
- أنت مابتتغير